# Kongregation der Josephiten
Die Kongregation der Josephiten (lat.: Institutum Josephitarum Gerartimontensium oder Congregatio Josephitarum,  Ordenskürzel: CJ) ist unter der Bezeichnung die „Josephiten von Geraardsbergen“ bekannt. Sie ist eine Kongregation, das heißt ein Ordensinstitut der  römisch-katholischen Kirche und wurde 1817 in Geraardsbergen (Belgien) durch den Kanoniker Constant Van Crombrugghe gegründet. Ihre Hauptaufgabe ist Förderung, Ausbildung und Schulung von Jugendlichen sowie der  Missionsarbeit.

## Geschichte
Am 1. Mai 1817 berief Constant Van Crombrugghe die erste Versammlung im Kloster der Karmeliten ein. 1818 gab Van Crombrugghe die erste Ordensregel für die religiöse Gemeinschaft von Laien bekannt. Das Gelübde umfasste die nach den „Evangelischen Räten“ benannten Tugenden, die sich durch Armut, Keuschheit und Gehorsam manifestieren. In den Jahren 1823 bis 1826, während der politischen Unruhen, wurde die Gemeinschaft unter Druck gesetzt und musste ihre Arbeit einstellen.
1830 wurde die Gemeinschaft durch Bischof Jan-Frans van de Velde (1779–1838) von Gent als eine „Kongregation bischöflichen Rechts“ anerkannt. In den ersten Jahren war sie eine Laienorganisation und entwickelte sich zu einer Institution für die Schulung und Ausbildung von bürgerlichen Jugendlichen. 1835 wurde die neue Katholische Universität Löwen eröffnet und im Auftrag von Engelbert Kardinal Sterckx übernahm die Ordensgemeinschaft die Lehrtätigkeiten am angegliederten „Heiligen-Dreifaltigkeits-College“. Mit königlichem Dekret vom 11. Mai 1901 erhielten die Hochschulen ihre staatliche Anerkennung. 1837 wählte man als Schutzpatron und Namensgeber der Institute den heiligen Joseph. Daher stammt die Bezeichnung „Josephiten“.
1840 begannen die Beratungen über die Aufnahme von  Priestern, 1842 setzte Bischof Lodewijk-Jozef Delebecque die neuen Ordensregeln in Kraft. Am 26. September 1863 erhielt die Kongregation durch Papst Pius IX. das Decretum laudis, damit war die Benennung zur Kongregation päpstlichen Rechts erfolgt. 1897 wurde die Kongregation der Josephiten in eine klerikale Institution umgewandelt und 1901 durch Papst Leo XIII. approbiert.

## Organisation und Einrichtungen
Das Generalhaus und der Generalsuperior, seit 2001 Robert D. Hamilton, sind in Melle beheimatet. In Löwen befindet sich das Provinzialat, in Geraardsbergen und Ath bestehen ebenfalls Niederlassungen der Josephiten. Die Kongregation unterhält in den Vereinigten Staaten und in Großbritannien  Hochschulen und Colleges. Darüber hinaus leitete sie in Afrika das Bistum Mweka (Kongo) und war seit 1912 in Ruanda tätig. In Kinshasa eröffnete sie ein College und haben Missionsstationen in Kamerun. 2004 verfügte die Kongregation über 14 Häuser mit insgesamt 113 Mitgliedern, von denen 84 Priester waren.

## Die Schwesternkongregation
Die Kongregation der Daughters of Mary and Joseph (DMJs) ist eine Schwesternkongregation der Josephiten wurde 1817 in Alost, ebenfalls durch Constant Van Crombrugghe, ins Leben gerufen.